# Mîhailivka, Bratske
Mîhailivka (în ucraineană Михайлівка) este un sat în comuna Serhiivka din raionul Bratske, regiunea Mîkolaiiv, Ucraina.

## Demografie
Componența lingvistică a localității Mîhailivka
     Ucraineană (84,38%)
     Română (13,54%)
     Rusă (2,08%)
Conform recensământului din 2001, majoritatea populației localității Mîhailivka era vorbitoare de ucraineană (84,38%), existând în minoritate și vorbitori de română (13,54%) și rusă (2,08%).